# Jevgenij Prigožin
Jevgenij Viktorovič Prigožin (rus. Евгений Викторович Пригожин; Sankt-Peterburg, 1. lipnja 1961. – Tverska oblast, 23. kolovoza 2023.), bio je ruski oligarh, poduzetnik i vođa skupine »Wagner«.

## Životopis
Jevgenij Prigožin bavio se poduzetništvom, bio je na čelu i vlasnik ruske grupe tvrtki »Concord«, osnivač je plaćeničke skupine »Wagner«. Smatrao se jednim od prijatelja ruskog predsjednika Vladimira Putina. Dobio je odlikovanja: heroj Ruske Federacije, heroj Donjecke Narodne Republike i heroj Luganske Narodne Republike.
Kontrolirao Grupu Wagner, vojnu strukturu koju podržava ruska vlada i koja je uključena u vojne sukobe u Africi, Siriji, Ukrajini i drugim regijama svijeta. Tvrtka »Concord« bavila se cateringom najviših državnih dužnosnika u Rusiji, zahvaljujući čemu je u medijima Jevgenij Prigožin dobio nadimak »Putinov kuhar«. Publikacija »Poslovni Petersburg« za 2019. stavila je Jevgenija Prigožina na 72. mjesto milijardera, procjenjujući njegovo bogatstvo na 14,6 milijardi rubalja. Godine 2016. uvršten je na popis 30 najutjecajnijih ljudi Sankt Peterburga prema publikaciji »Gorod 812«.
Od 2016. pod sankcijama je SAD-a, od 2020. pod sankcijama Europske unije i Velike Britanije, od 2022. pod sankcijama Australije, Kanade, Novog Zelanda i Japana. U srpnju 2022. američki State Department raspisao je nagradu od 10 milijuna dolara za informacije o Prigožinu i 12 drugih zaposlenika u agenciji za internetska istraživanja u vezi s navodnim miješanjem u političke i izborne procese u Sjedinjenim Američkim Državama. FBI je ponudio nagradu do 250.000 dolara za pomoć u njegovom hvatanju.
Grupu Wagner najviše je sudjelovala u borbama za ukrajinski grad Bahmut tijekom 2022. i 2023. godine.
Pokrenuo je kratkotrajnu oružanu pobunu protiv Oružanih snaga Ruske Federacije i Ministarstva obrane 23. lipnja 2023. Pobuna je završila kompromisnim rješenjem prema kojem je Wagner odustao od daljnje pobune u zamjenu za amnestiju.
Bio je oženjen i imao je troje djece.

### Zrakoplovna nesreća 2023.
Dana 23. kolovoza 2023. Prigožin je bio na popisu putnika leta privatnog zrakoplova koji se srušio u Tverskoj oblasti istog dana. U nesreći je poginulo svih 10 ljudi.